# خواهر مذهبی

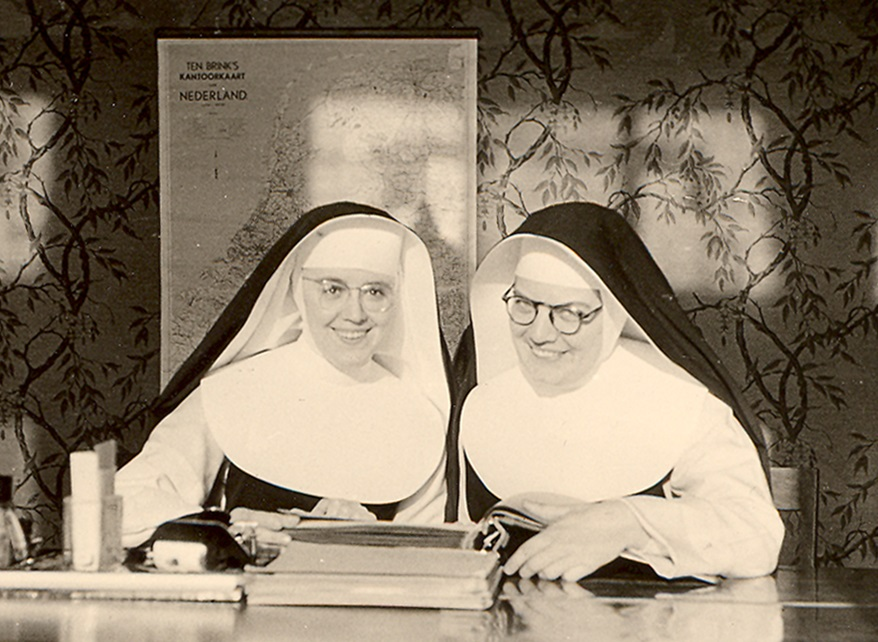
تصویر قدیمی از دو خواهر روحانی در کلیسائی در هلند

خواهر روحانی (انگلیسی: Religious sister) یا خواهر مذهبیدر کلیسای کاتولیک زنی است که در یک مؤسسه مذهبی که به فعالیت‌های دینی اختصاص دارد، نذرهای عمومی گرفته‌است. خواهر مذهبی متمایز از راهبه و وجه تمایز آن‌ها این است که راهبه معمولا در انزوا مشغول به عبادت است درحالی که خواهر روحانی در مکان های عمومی هم ظاهر میشود اما هم راهبه‌ها و هم «خواهر مذهبی» را با عبارت «خواهر» خطاب می‌کنند.